# Amt Winsen (Aller)
Das Amt Winsen (Aller) war ein historisches Verwaltungsgebiet des Fürstentums Lüneburg bzw. Königreichs Hannover.

## Geschichte
Die zur Sicherung eines Allerübergangs errichtete Burg in Winsen wird 1312 erstmals erwähnt und entwickelte sich zum Mittelpunkt eines kleineren welfischen Amtsbezirks. Ab 1459 ist sie nicht mehr belegt. Das Amt bestand jedoch bis ins 19. Jahrhundert fort und wurde erst 1859 aufgehoben und in das Amt Celle eingegliedert.

## Gemeinden
Das Amt umfasste bei seiner Aufhebung (1859) folgende Gemeinden:
| - Bannetze - Feuerschützenbostel - Hambühren - Hassel - Hornbostel | - Jeversen - Meißendorf - Neuwinsen - Oldau - Stedden | - Steinförde - Südwinsen - Thören - Walle - Wieckenberg | - Wietze - Winsen (Aller) - Wittbeck - Wolthausen |

- Karte mit allen verlinkten Seiten:
- OSM |
- WikiMap

## Amtmänner
- 1818–1826: Carl Friedrich Rudolph von Claussenheim, Amtmann
- 1827: Georg Christian Friedrich Fischer, Amtsassessor
- 1828–1831: Johann Otto Ludewig Niemeyer, Amtsassessor
- 1832–1834: Georg Wilhelm Jordan, Amtmann
- 1835–1856: Ludewig von Reden, Kanzleirat, ab 1845 Drost
- 1857–1859: vom Amt Celle verwaltet